# SpVgg Durlach-Aue
Die Spielvereinigung 1910 Durlach Aue e. V. (kurz SpVgg Durlach-Aue) ist ein Sportverein aus dem Karlsruher Stadtteil Durlach mit rund 1450 Mitgliedern. Am bekanntesten ist die Fußball-Abteilung, ferner gibt es die Abteilungen Tennis, Padeltennis, Gymnastik und Fitnessstudio.
Den größten sportlichen Erfolg feierte der Verein 1947 mit dem Aufstieg in die Landesliga Nordbaden, der damals zweithöchsten Spielklasse.

## Geschichte und Erfolge
Am 18. April 1910 entstand im Turnverein Durlach 1878 (heute Turnerschaft Durlach 1846 e. V.) eine Fußballabteilung. Dies wird als Gründungsdatum der SpVgg Durlach-Aue angesehen. Anfang der 1920er kam es in Deutschland zu Spannungen zwischen Turnern und Fußballern samt anderen modernen Sportarten, aus der die Reinliche Scheidung resultierte. In Durlach vereinigten sich als Folge davon am 23. Februar 1923 die Fußballabteilung des Turnvereines Durlach mit der 1912 gegründeten Fußballabteilung des Turnerbundes Durlach-Aue zur SpVgg Durlach-Aue. Der Turnerbund Aue entstand 1902 als Abspaltung des Turnverein Aue 1895 (heute Turngemeinde Aue 1895 e. V.). Die offizielle Vereinsgründung der SpVgg Durlach-Aue fand dann am 18. Juli 1925 statt. 1933 nahm der Verein am Endspiel württemberg-badischen Fußballpokal teil, das er gegen den FV Zuffenhausen verlor. Die SpVgg Durlach-Aue und deren Vorgänger spielten in der ersten Hälfte des 20. Jahrhunderts in den mittelbadischen Spielklassen. Überwiegend spielte der Verein bis 1945 in der zweitklassigen Fußball-Bezirksklasse Mittelbaden innerhalb des Sportgaus Baden.
Ab 1945 gehörte die SpVgg Durlach-Aue der Bezirksliga Karlsruhe an. Als deren Meister stieg sie am Ende der Spielzeit 1946/47 in die Landesliga Nordbaden auf. Die Landesliga Nordbaden stellte damals die höchste Amateurspielklasse dar und war unterhalb der Oberliga Süd zu dem Zeitpunkt die zweithöchste Spielklasse. Aus der Landesliga stieg die Spielvereinigung nach nur einer Spielzeit in der Gruppe Süd direkt wieder ab. Danach fand man sie meist in der 2. Amateurliga Mittelbaden oder deren Nachfolger Landesliga Mittelbaden vor. Teilweise spielte sie aber auch in einer der Spielklassen des Kreises Karlsruhe.
In der Spielzeit 2007/08 wurde die SpVgg Durlach-Aue Meister der Landesliga Mittelbaden und stieg erstmals in die Verbandsliga Baden auf. Nach der ersten Spielzeit stieg Durlach-Aue als 13. knapp direkt wieder ab. Am Ende dürfte man den Punkten nachgetrauert haben, die man durch den Einsatz von A-Junioren ohne Aktivenspielrecht verlor. Zwar bestand noch die Hoffnung, über die Relegation die Klasse zu halten. Aber in der ersten Runde schied man wie schon 2007 aus. In der Landesliga Mittelbaden folgt Platz 7 in der Spielzeit Platz 13 in der Spielzeit 2010/11 und damit der Abstieg in die Kreisliga Karlsruhe. Dank erster Plätze in der Kreisliga Karlsruhe 2011/12 und in der Landesliga Mittelbaden 2013/14 spielt der Verein seit 2014 wieder in der Verbandsliga Baden.

## Statistiken
Die Saisonbilanzen ab 2001:
| Saison  | Liga                            | Spielklasse | Platz (Mannschaften) | Tore   | Punkte | Bemerkung                                           |
| ------- | ------------------------------- | ----------- | -------------------- | ------ | ------ | --------------------------------------------------- |
| 2001/02 | Landesliga Mittelbaden          | 6. Liga     | 14. (19)             | 67:66  | 44     | Abstieg                                             |
| 2002/03 | Bezirksliga Karlsruhe Staffel 2 | 7. Liga     | 01. (16)             | 119:33 | 79     | Aufstieg                                            |
| 2003/04 | Landesliga Mittelbaden          | 6. Liga     | 05. (17)             | 79:54  | 54     |                                                     |
| 2004/05 | Landesliga Mittelbaden          | 6. Liga     | 13. (18)             | 48:62  | 37     |                                                     |
| 2005/06 | Landesliga Mittelbaden          | 6. Liga     | 07. (16)             | 49:50  | 43     |                                                     |
| 2006/07 | Landesliga Mittelbaden          | 6. Liga     | 02. (16)             | 52:29  | 53     |                                                     |
| 2007/08 | Landesliga Mittelbaden          | 6. Liga     | 01. (16)             | 66:34  | 68     | Aufstieg                                            |
| 2008/09 | Verbandsliga Baden              | 6. Liga     | 13. (16)             | 52:61  | 35     | Abstieg                                             |
| 2009/10 | Landesliga Mittelbaden          | 7. Liga     | 07. (18)             | 72:61  | 54     |                                                     |
| 2010/11 | Landesliga Mittelbaden          | 7. Liga     | 13. (16)             | 43:65  | 33     | Abstieg                                             |
| 2011/12 | Kreisliga Karlsruhe             | 8. Liga     | 01. (16)             | 79:26  | 69     | Aufstieg                                            |
| 2012/13 | Landesliga Mittelbaden          | 7. Liga     | 04. (16)             | 72:49  | 51     |                                                     |
| 2013/14 | Landesliga Mittelbaden          | 7. Liga     | 01. (15)             | 60:30  | 61     | Aufstieg                                            |
| 2014/15 | Verbandsliga Baden              | 6. Liga     | 07. (15)             | 33:40  | 40     |                                                     |
| 2015/16 | Verbandsliga Baden              | 6. Liga     | 09. (16)             | 37:48  | 45     |                                                     |
| 2016/17 | Verbandsliga Baden              | 6. Liga     | 06. (16)             | 59:46  | 45     |                                                     |
| 2017/18 | Verbandsliga Baden              | 6. Liga     | 06. (16)             | 44:42  | 46     |                                                     |
| 2018/19 | Verbandsliga Baden              | 6. Liga     | 13. (18)             | 53:63  | 45     |                                                     |
| 2019/20 | Verbandsliga Baden              | 6. Liga     | 17. (18)             | 17:41  | 14     | Saisonabbruch wegen Corona-Pandemie am 21. Spieltag |
| 2020/21 | Verbandsliga Baden              | 6. Liga     | 16. (16)             | 12:131 | 6      | Abstieg                                             |